# Joaquim Curbet i Hereu
Joaquim Curbet i Hereu, més conegut com a Quim Curbet (Girona, 26 de gener de 1959), és un escriptor, editor i fotògraf català. Pertany a una família del món de les arts gràfiques i entre 1977 i 1984 es va dedicar professionalment a la fotografia. Com a fotògraf ha exposat a les galeries Es Toc de Girona i L'Altell de Banyoles i el 1983 va guanyar el Premi Recull d'Entrevista Literària conjuntament amb Josep Maria Fonalleras i Codony. Amb les seves fotografies ha editat amb la poetessa Vinyet Panyella i Balcells el llibre de poemes amb fotografia Aprenent a mirar.
Del 1995 al 2022 va estar al capdavant de Curbet Comunicació Gràfica (CCG Edicions), editorial que ha publicat llibres de temàtica generalista fonamentalment en català. També ha escrit articles al Diari de Girona des de 2004 i a les revistes Presència, Recull, Som, Ressò, Fulls de l'escriptori i Contagi, aquestes dues últimes editades per ell. Actualment té una secció fixa a la Revista de Girona de text i fotografies: “A cau d’ull”.
El 2006 va guanyar el Premi Manel Bonmatí de Periodisme amb l'article El miracle de Girona. El 2011 va guanyar el premi Cadaqués a Rosa Leveroni amb el poemari Amb ulls de vidre. En 2012 va rebre un dels Premis d'Actuació Cívica de la Fundació Lluís Carulla En 2017 va escriure una crònica sobre els fets de l'1 d'octubre de 2017 a La tardor catalana.
El seu fons fotogràfic, format per 29.974 fotografies (1974-1991) es pot consultar en línia al web del Centre de Recerca i Difusió de la Imatge (CRDI) de l'Ajuntament de Girona. És membre, des dels inicis, del consell assessor de la Fundació Valvi, dins la qual va impulsar la col.lecció Biblioteca Valvi.

## Obra publicada
- Vaig ser jo! - Girona: CCG Edicions, 2004
- Girona contada a un transeúnte - Girona: CCG Edicions, 2007
- Girona explicada als meus fills - Girona: CCG Edicions, 2007
- No em miris el cul - Girona: CCG Edicions, 2007
- Girona explicada a un foraster - Girona - 2008
- Amb ulls de vidre - Barcelona: Editorial Proa, 2012
- El viatge del gironauta - Girona: CCG Edicions, 2013
- Còpia de seguretat - Girona: Girona: CCG Edicions, 2014
- El Ter: crònica d'un riu - Girona: CCG Edicions, 2017
- La tardor catalana - Girona: CCG Edicions, 2018

- Apunts de la Costa Brava - Girona: CCG Edicions, 2018
- Els dies de cada dia - Girona: CCG Edicions, 2019
- La Devesa exànime - juntament amb Marcel Riera (poemes) amb fotografies de Q. Curbet: Atrium Artis, 2022
- Cròniques de Trístia - Barcelona: L'Avenç, 2023